# Heinrich Bornkamm

Heinrich Bornkamm, 1936

Heinrich Bornkamm (* 26. Juni 1901 in Wuitz, Kreis Zeitz; † 21. Januar 1977 in Heidelberg) war ein deutscher evangelischer Theologe mit dem Schwerpunkt in der Lutherforschung. Er lehrte Kirchengeschichte als Professor an den Universitäten Gießen, Leipzig und Heidelberg. Er war ein Bruder des Neutestamentlers Günther Bornkamm.

## Leben
Bornkamm studierte Theologie in Jena, Tübingen und Berlin. Er wurde 1924 in Berlin promoviert und habilitierte sich 1925 in Tübingen für das Fach Kirchengeschichte. 1927 wurde er als ordentlicher Professor für Kirchengeschichte an die Universität Gießen berufen. 1932 wurde er vom letzten freien Gesamtsenat zum Rektor der Universität Gießen für das Jahr Oktober 1933 bis Oktober 1934 gewählt. Nach der „Machtergreifung“ der Nationalsozialisten wurde er 1933 auf Vorschlag der hessischen Regierung vom Reichsstatthalter zum Rektor ernannt. Gleichzeitig war Bornkamm Obmann der Hochschullehrer im NS-Lehrerbund. Bornkamm trat der völkisch orientierten, antisemitischen Glaubensbewegung der Deutschen Christen bei, die er aber nach der berüchtigten Sportpalastkundgebung der DC am 13. November 1933 bald wieder verließ. Unter dem Eindruck einer Fakultätsprüfung in Gießen, bei der er den Vorsitz geführt hatte, schrieb der deutsch-christliche Landesbischof Ernst Ludwig Dietrich im Februar 1934 an August Jäger, Staatskommissar und Leiter der Kirchenabteilung im preußischen Kirchenministerium, sowie Rechtswalter des Reichsbischofs Ludwig Müller:  „Unter den Professoren befindet sich Bornkamm, den man schon längst kaltstellen müßte, da er uns die ganze theologische Jugend verdirbt.“ Im Frühjahr 1934 trat Bornkamm der SA-Reserve bei, aus der er im Dezember 1934 wieder austrat.
1935 wurde er an die Universität Leipzig versetzt und wirkte hier als Ordinarius. In den Jahren seiner Leipziger Tätigkeit geriet er in schwere Auseinandersetzungen mit dem sächsischen Reichsstatthalter und NS-Gauleiter Martin Mutschmann wegen der Schließung der theologischen Fakultät  zu Beginn des Herbstsemesters 1939. Trotzdem bezeichnete Bornkamm noch 1939 Adolf Hitler als ein „Geschenk an unser Geschlecht“ und sprach von der „staatsmännischen Größe des Führers“. Es ist jedoch zu beachten, dass Bornkamm sich deutlich von deutsch-christlichen Gedanken und kirchenpolitischen Maßnahmen abhob.
Von 1935 bis 1963 war Bornkamm Präsident des Evangelischen Bundes. Aus einem Briefwechsel zwischen Martin Bormann und dem Auswärtigen Amt von 1942 geht hervor, dass der Evangelische Bund inzwischen als höchst unzuverlässig galt, weil er die nationalsozialistische Geisteshaltung bekämpfen würde.
Nach Ende des Zweiten Weltkrieges lag Leipzig in der Sowjetischen Besatzungszone (SBZ). Die Universität entließ Bornkamm und dieser verließ die SBZ. Von 1948 bis 1969 lehrte er als Professor für Kirchengeschichte an der Universität Heidelberg. In der DDR setzte 1953 das Ministerium für Volksbildung Bornkamms Schrift Vom christlichen zum nationalen Sozialismus (Diesterweg, Frankfurt a. M. 1935) auf die Liste der auszusondernden Literatur. Von 1958 bis 1960 war Bornkamm Vorsitzender der Heidelberger Akademie der Wissenschaften.
Als führendem Lutherforscher, der Kirchengeschichte als Universalgeschichte verstand, wurde ihm von den theologischen Fakultäten Berlin, Debrecen/Ungarn, Uppsala/Schweden und Montpellier/Frankreich die Würde eines Ehrendoktors verliehen. Außerdem erhielt er 1973 das Große Verdienstkreuz der Bundesrepublik Deutschland. Heinrich Bornkamm wurde auf dem Heidelberger Bergfriedhof beigesetzt.

## Familie
Heinrich Bornkamm war seit 1926 mit Liselotte, geb. Maß, verheiratet. Aus der Ehe gingen vier Kinder hervor, darunter die Theologin Karin Bornkamm und der Botaniker Reinhard Bornkamm. Ein weiterer Sohn Bornkamms wurde Pfarrer in Emmendingen und Lahr, eine Enkelin Pfarrerin in Ettlingen.

## Schriften (Auswahl)
- Volk und Rasse bei Martin Luther. In: Volk. Staat. Kirche. Ein Lehrgang der Theologischen Fakultät Gießen. Verlag von Alfred Töpelmann, Gießen 1933, S. 5 19.
- Die Sendung der deutschen Universität in der Gegenwart. Rede bei Antritt des Rektorates der Ludwigs-Universität Gießen am 8. Nov. 1933. Armanen-Verlag, Leipzig 1934, (auch in: Volk im Werden, Zeitschrift für Kulturpolitik.[13] 2. Jahrgang, Heft 1 (Jan./Feb. 1934), ZDB-ID 201187-6 S. 25–35.
- Vom christlichen zum nationalen Sozialismus. Diesterweg, Frankfurt 1935.
- Der Totalitätsanspruch des Evangeliums. Verlag des Evangelischen Bundes, Berlin 1937.
- Luther und das Naturbild der Neuzeit. (= Der Heliand. Deutsch-protestantische Hefte. Heft Nr. 45.) Verlag des Evangelischen Bundes, Berlin 1937.
- Die Einführung der Reformation in Leipzig. Vortrag bei dem Festakt im großen Saale des Gewandhauses zu Leipzig am 25. Mai 1939. Verlag des Evangelischen Bundes, Berlin 1939.
- Luther und das Alte Testament. J.C.B. Mohr (Paul Siebeck), Tübingen 1948.
- Die Staatsidee im Kulturkampf. R. Oldenbourg, München 1950 (auch in: Historische Zeitschrift. ISSN 0018-2613, EZB,  Bd. 170, 1950, H. 1 S. 41–72; H. 2, S. 273–306).
- Luthers geistige Welt. Bertelsmann, Gütersloh 1959.
- Das Jahrhundert der Reformation. Gestalten und Kräfte. Göttingen 1961.
- Luther im Spiegel der deutschen Geistesgeschichte. Mit ausgewählten Texten von Lessing bis zur Gegenwart. 2., neu bearb. und erw. Auflage. Göttingen 1970.
- Luther. Gestalt und Wirkungen. Gesammelte Aufsätze. Gütersloher Verlagshaus, Gütersloh 1975.
- Martin Luther in der Mitte seines Lebens. Das Jahrzehnt zwischen dem Wormser und dem Augsburger Reichstag. Aus dem Nachlass hg. von Karin Bornkamm. Vandenhoeck & Ruprecht, Göttingen 1979.